# Bolanusoides bator
Bolanusoides bator är en insektsart som beskrevs av Irena Dworakowska 1993. Bolanusoides bator ingår i släktet Bolanusoides och familjen dvärgstritar. Inga underarter finns listade i Catalogue of Life.